# Pambley
Pambley (en asturiano y oficialmente Pambléi) es una aldea de la parroquia de Jarceley, en el concejo asturiano de Cangas del Narcea, en el norte de España. Se encuentra situada a unos 18 kilómetros de la capital del concejo y de acuerdo con el INE de 2021 cuenta con una población de 22 habitantes.